# Oxalis oculifera
Oxalis oculifera är en harsyreväxtart som beskrevs av E.G.H. Oliver. Oxalis oculifera ingår i släktet oxalisar, och familjen harsyreväxter. Inga underarter finns listade i Catalogue of Life.